# 3619 Nash
3619 Nash este un asteroid din centura principală, descoperit pe 2 martie 1981 de Schelte Bus.